# Erianthemum dregei
Erianthemum dregei är en tvåhjärtbladig växtart som först beskrevs av Eckl. & Zeyh., och fick sitt nu gällande namn av V. Tieghem. Erianthemum dregei ingår i släktet Erianthemum och familjen Loranthaceae. Inga underarter finns listade i Catalogue of Life.